# Vounré
Vounré ou Vonre est un village du Cameroun situé dans le département de la Bénoué et la région du Nord. Il fait partie de la commune de Bibémi. Vonre est entouré par les villages de Makassélé (o.), Houla_fandou et Tihele (s.), et Djaloumi Poupou (n.o.). Le Plan Communal de Développement de Bibémi prévoyait à Vonre la construction de puits et de six salles de classe.  
Coordonnées: longitude 14.04° est, latitude 9.57° nord
Altitude: 301 m

## Population
Selon le Plan Communal de Développement de Bibémi daté de Mai 2014, la localité comptait 850 habitants. Le nombre d’habitants était de 1027 selon le recensement de 2005.